# Thomas Williams (scrittore)
Thomas Williams (Duluth, 15 novembre 1926 – Dover, 23 ottobre 1990) è stato uno scrittore statunitense.

## Biografia
Thomas Williams nacque a Duluth, nel Minnesota, ma trascorse l'adolescenza a Manhattan. Dopo il servizio militare durante la seconda guerra mondiale, si è laureato all'Università del New Hampshire, e ha frequentato successivamente corsi post laurea all'università di Parigi e all'Università dell'Iowa. Nel 1958 divenne professore di Letteratura inglese all'Università del New Hampshire, incarico che lasciò nel 1989 a causa dell'insorgere di un carcinoma del polmone che lo portò a morte l'anno successivo.
Williams si dedicò anche alla narrativa e, a partire dal 1955, in tre decenni pubblicò in volume otto romanzi e una raccolta di racconti, oltre a numerosi brevi racconti apparsi su riviste come Esquire o The New Yorker. Il suo romanzo "Town Burning"  fu candidato al National Book Award per la narrativa; Williams fu tuttavia vincitore del premio nel 1975 con il romanzo The Hair of Harold Roux (I capelli di Harold Roux). Nel 1987 fu candidato al National Book Critics Circle Award per il romanzo "The Moon Pinnace".

## Opere
- Ceremony of Love. Indianapolis: Bobbs-Merrill, 1955
- Town Burning. New York: Macmillan, 1959
- The Night of Trees. New York: Macmillan, 1961
- A High New House. New York: Dial Press, 1963 (raccolta di racconti)
- Whipple's Castle: An American Novel. New York: Random House, 1969
- The Hair of Harold Roux. New York: Random House, 1974. Edizione in italiano: I capelli di Harold Roux; postfazione di Ann Joslin Williams; traduzione di Nicola Manuppelli e Giacomo Cuva, Roma, Fazi, 2015 ISBN 9788876255298
- Tsuga's Children. New York: Random House, 1977 ISBN 0-394-49731-7
- The Followed Man. New York: Richard Marek, 1978 ISBN 978-0-399-90025-9
- Moon Pinnace. Garden City: Doubleday & Company, 1986. Edizione in italiano: Due estati; traduzione di Nicola Manuppelli, Roma, Nutrimenti, 2018 ISBN 9788865945377
- Leah, New Hampshire: The Collected Stories of Thomas Williams. New York: William Morrow and Company, 1992 (postumo)